# 新谷摩乃
新谷 摩乃（しんたに まの、1974年12月26日 - ）は、日本の俳優、ナレーター。東京都出身。フリー。父は漫画家の新谷かおる、母は同じく漫画家の佐伯かよの。

## 来歴・人物
高校卒業後、丹波道場で演技を学ぶ。劇団フールズキャップで3年間活動後、イギリス王立演劇学校（Royal Academy of Dramatic Arts）に短期留学。帰国後、劇団Dotoo!に入団、7年在籍後現在フリーで活動中。三姉妹の長女。一児の母。好きなことは和裁、ドライブ、料理、旅行

## エピソード
ゆうきまさみの漫画『究極超人あ〜る』の作中にて、登場人物の成原成行による「まのちゃん、みとるかねーっ!?」という謎のセリフがあるが、当時小学生（11歳）だった新谷のこと。ゆうきが父・新谷かおるのアシスタントをしていた縁による。雑誌連載時は巻末の作者コメントで、単行本（4巻、1986年発売）ではおまけページで、写真のかおるが「ひとの娘をネタに使うんじゃあない！」と怒る前でゆうきが土下座するイラストを掲載して、種明かしとしていた。

## 出演[4]

### テレビナレーション
- テレビ朝日『家事ヤロウ!!!』
- NHK松山『四国らしんばん』
- BS-TBS『町焼き肉が好き』

### テレビ出演
- 日本テレビ 『新・西遊記』
- NHK 大河ドラマ『八代将軍吉宗』
- NHK 『十時半睡事件帳』
- TBS 『HOTEL』
- TBS 『新幹線物語』
- TBS 『3年B組金八先生』
- テレビ東京 『追跡テレビの主役』
- フジテレビ 『木曜の怪談』

### テレビCMナレーション
- サントリーBOSS贅沢微糖 『辞退』篇
- サントリーBOSS黒の微糖 『ふたつの意見 作業中A』篇
  - 『ふたつの意見 作業中B』篇
  - 『ふたつの意見 建築模型』篇
- 日清食品 カップヌードル
- リクルート『フォレント』
- ファンケル
- 三菱自動車

### テレビCM出演
- 味の素Cook Doきょうの大皿 『肉みそキャベツ丼ぶりカモン』篇 - お母さん 役
  - 『ガリバタトリ男の料理』篇 - お母さん 役
  - 『豚バラ大根わかってた』篇 - お母さん 役
  - 『味しみ肉豆腐　味しみだ』篇 - お母さん 役

### ラジオCMナレーション
- 三井ダイレクト
- 大正製薬『リポビタンD』
- 本田技研工業
- テンプスタッフ
- タイ国際航空
- ビッグブライダル
- MAZDA
- 佐川急便
- SUZUKI『シボレークルーズ』
- ワコール
- ダイハツ
- やまと生命
- ジョージア
- 日本コカ・コーラ
- NTT東日本

### Webナレーション
- スクウェアエニックス チョコボGP『くっきー！からの挑戦状～チョコボGP の館へようこそ～』
- みずほ銀行『みずほwallet 』

### 舞台
- 劇団フールズキャップ
  - 宵待草（作・演出 柏倉敏之）
  - 僕が吸血鬼を愛した時（作・演出 柏倉敏之）
  - 海と日傘（作 松田正隆、演出 柏倉敏之）
- 劇団疾風DO党
  - その筋の話（作・演出 福田卓郎）
  - いたしかたない人々 小峰の一族（作・演出 福田卓郎）
  - 天心で爛漫（作・演出 福田卓郎)
  - オイル089（作・演出 福田卓郎)
- Dotoo!（劇団疾風DO党改め）
  - もの申す人（作・演出 福田卓郎)
  - ミスディレクション（作・演出 福田卓郎)
  - マンボジャンボ！（作・演出 福田卓郎)
  - モンスターライフ（作・演出 福田卓郎)
- 劇団かしこい僕達『Fの感覚6 AREA83（はちみつ）』（作・演出 さわまさし)
- 劇団桃唄309プロデュース公演『貝殻を拾う子供』（作・演出 橋本健)
- GSDドラマリーディング
  - Vol.5「風の通る場所」（作・文月奈緒子 演出・長谷基弘）
  - Vol.14「この藍 侵すべからず」（作・演出 長谷基弘）
  - Vol.15「もっとほめて」（作・門肇 演出・長谷基弘）

### 映画
- NIGHT HEAD 劇場版（1994年 監督・飯田譲治 東宝）

### オリジナルビデオ
- 麗霆゛子MAX（監督・中田信一郎）

### 店内ナレーション
- 無印良品